# 80 г. пр.н.е.
80 (осемдесетта) година преди новата ера (пр.н.е.) е година от доюлианския (Помпилийски) римски календар.

## Събития

### В Римската република
- Консули на Римската република са Луций Корнелий Сула (за II път) и Квинт Цецилий Метел Пий.
- Серторианска война:
  - Лузитаните изпращат пратеници до Квинт Серторий в Африка, за да му предложат той да оглави въстание. Серторий приема предложението и отплава за Испания.[1]
  - Серторий побеждава в бой при река Бетис управителя на Далечна Испания Луций Фуфидий (L. Fufidius).[2]
  - Сула изпраща консула Квинт Метел да поеме командването в Испания и да върне контрола на Далечна Испания.[2][1]

### В Египет
- На трона се възкачва Птолемей XII.

## Родени
- Луций Марций Филип (консул 38 пр.н.е.), римски политик (умрял след 33 г. пр.н.е.)

## Починали
- Птолемей XI, цар (фараон) на Древен Египет от династията на Птолемеите
- Береника III, египетска царица (родена ок. 120 г. пр.н.е.)
- Цецилия Метела Далматика, дъщеря на Луций Цецилий Метел Далматик